# Vindula amboensis
Vindula amboensis är en fjärilsart som beskrevs av Engbert Jan Nieuwenhuis 1962. Vindula amboensis ingår i släktet Vindula och familjen praktfjärilar. Inga underarter finns listade i Catalogue of Life.